# مکسیم ایلچیش
مکسیم ایلچیش (اوکراینی: Максим Олександрович Ільчиш؛ زادهٔ ۵ نوامبر ۱۹۹۲) بازیکن فوتبال اهل اوکراین است.
از باشگاه‌هایی که در آن بازی کرده‌است می‌توان به باشگاه ورزشی لیماسول و باشگاه فوتبال فورسکلا پولتاوا اشاره کرد.
وی همچنین در تیم ملی فوتبال Ukraine-18 بازی کرده‌است.